# Douglas A-26 Invader
Douglas A-26 Invader – dwusilnikowy lekki bombowiec i samolot szturmowy konstrukcji amerykańskiej.

## Historia
Samolot został oblatany w  1942 roku jako następca A-20. Służył w czasie II wojny światowej, wojny koreańskiej, a także wietnamskiej. Niektóre, bardzo zmodyfikowane, egzemplarze pozostały na służbie aż do 1969 roku. A-26 to oryginalne oznaczenie tego samolotu, w 1948 roku został przemianowany na B-26 (z tego powodu jest on często mylony z samolotem B-26 Marauder), a w 1966 na A-26A. Samoloty pozostające w służbie US Navy, nosiły oznaczenie JD-1.
Budowany był w dwóch podstawowych odmianach:
- „szturmowa” miała zabudowany nos samolotu, gdzie mieściło się osiem karabinów maszynowych kalibru 12,7 milimetra;
- „bombowa” posiadała przeszklony nos. Znajdowało się tam stanowisko bombardiera z przyrządami celowniczymi typu Norden. Wersja ta była używana do precyzyjnego bombardowania.

Niektóre samoloty uzbrojone były jeszcze dodatkowo w karabiny maszynowe umieszczone w skrzydłach. Najsilniej uzbrojone wersje A-26 miały aż 18 karabinów maszynowych strzelających do przodu. Był to najszybszy amerykański bombowiec w II wojnie światowej. Invader z racji silnego uzbrojenia strzeleckiego i ponad 2,5 tony bomb na pokładzie siał postrach wśród wojsk niemieckich na przełomie lat 1944/1945. Na Pacyfiku skutecznie zwalczał żeglugę handlową Japończyków i ich lekkie okręty wojenne. Łącznie wyprodukowano około 2500 egzemplarzy A-26.
Na samolocie tego typu latał polski pilot Jan Zumbach, kiedy walczył jako najemnik w Afryce w latach 60 XX w. Latali na nich także kubańscy emigranci, podczas walk z wojskami komunistycznymi w Zatoce Świń, a także lotnictwo kubańskie podlegające rządowi Fidela Castro.